# Камея (національний парк)
Національний парк Камея — національний парк у провінції Мошіко-Леште в Анголі, розташований приблизно на висоті 1100 м над рівнем моря. Його площа становить 14,450 км².
Велика частина парку складається з сезонно затоплених рівнин, які є частиною басейну річки Замбезі. Значна територія парку вкрита міомбовими лісами. Природа парку унікальна, подібних ландшафтів немає більше ніде в Анголі. Парк має багату орнітологічну фауну.

## Історія
Територія, яка зараз відома як Національний парк Камея, була створена як заповідник у 1938 році та проголошена національним парком у 1957 році. Дика природа в парку була майже повністю знищена під час громадянської війни.